# Глуво доба ноћи
Глуво доба ноћи (енгл. Dead of Night) је британски антологијски натприродни хорор филм из 1945. године, који су режирали Алберто Кавалканти, Чарлс Крајтон, Роберт Хејмер и Базил Дирден. Главне улоге у филму тумаче Мајкл Редгрејв, Мервин Џонс, Фредерик Валк, Роланд Калвер, Гуги Витерс и Сали Ен Хауз. Радња прати групу људи који у сеоској кући размењују приче о опасним или натприродним догађајима у којима су учествовали или чули за њих.
Глуво доба ноћи је један од ретких британских хорор филмова снимљених током 1940-их; током Другог светског рата, хорор филмови су били забрањени за продукцију у Британији. Овај филм је имао велики утицај на касније британске филмове овог жанра. Обе приче сценаристе Џона Бејнса су поново коришћене за касније филмове, а епизода са лутком трбухозборца је адаптирана у пилот епизоду дугогодишње CBS-ове радио-серије Бекство.

## Радња
Волтер Крејг стиже у сеоску кућу у Кенту, где га дочекује домаћин Елиот Фоли. Крејг је архитекта кога је Фоли позвао у свој дом да би се са њим посаветовао око неких реновација. Улазећи у дневну собу куће, Крејг каже Фолију и присутним гостима да их је све видео у сну који стално сања, иако никада раније није срео ниједно од њих.
Крејг наизглед успева да предвиди догађаје у кући пре него што се десе. Делимично се сећа да ће касније доћи до нечег ужасног. Психолог, др ван Стратен, покушава да убеди Крејга да су његови страхови неосновани. Остали гости покушавају да тестирају Крејгове визије и забављају се причама о чудним догађајима које су доживели или о којима су чули.
Возач тркачких аутомобила Хју Грејнџер се сећа како је једном приликом лежао у болници након несреће. Једне ноћи, звуци око његове болничке собе престају и време на његовом сату се мења. Помера завесе и види да је дан, а испред стоји кочија са погребним колима. Кочијаш му довикује: „Има места само за још једног, господине”. Након што је отпуштен из болнице, Грејнџер чека аутобус. Кондуктер аутобуса, који личи на возача кочија, каже му: „Има места само за још једног, господине”. Грејнџер не улази у аутобус. Док се аутобус удаљава, нагло скреће и пада низ насип.
Сали О’Хара се присећа Божићне забаве у једној вили. Током игре жмурке, Сали се скрива иза завесе и проналази је Џими, који јој прича о убиству које се давно десило у вили. Она проналази врата која воде у дечију собу, где чује плач дечака, Франсиса Кента. Теши га и ставља у кревет. Када се врати у главну собу, сазнаје да је Франсиса Кента убила његова сестра Констанс.
Џоун Кортланд прича о догађају када је свом мужу Питеру једне године поклонила огледало за рођендан. Гледајући у њега, Питер би видео собу која није његова. Џоун сазнаје да је претходни власник огледала, Франсис Етерингтон, убио своју супругу због сумње на неверство, пре него што је себи пресекао грло пред огледалом. Питер такође оптужује Џоун за неверство и покушава да је удави, али она разбија огледало и враћа мужа у нормално стање.
Фоли прича о двојици голфера, Џорџу Парату и Ларију Потеру, који су обојица заљубљени у жену по имену Мери Ли. Они одлучују да одиграју партију голфа за њену руку. Парат побеђује варајући, а Потер зарања у оближње језеро, из кога не излази. Када наредном приликом игра голф, Парата прекида Потеров дух. Потер захтева да Парат напусти Мери, иначе ће наставити да га прогања, али заборавља како да нестане. На дан венчања Парата и Мери, Парат несвесно сам нестане, дајући Потеру прилику да освоји Мери.
Др ван Стратен се присећа сесије са трбухозборцем Максвелом Фрером, који је наступао са лутком по имену Хјуго. Приликом сусрета са америчким трбухозборцем Силвестером Кијем, Хјуго константно прича о напуштању Фрера и сарадњи са Кијем. Фрер покушава да ућутка Хјуга, али га овај уједа за руку и изазива крварење. Неко време касније, у хотелском бару, Хјуго вређа једну жену, а за то је окривљен Фрер. Ки доводи Фрера и Хјуга у Фрерову хотелску собу и оставља Хјуга на Фреровом кревету. Следећег јутра, Фрер оптужује Кија за крађу Хјуга и проналази га у Кијевој соби. Пуца пиштољем у Кија и бива ухапшен. ван Стратен организује да Хјуга донесу у Фрерову ћелију, где њих двојица воде расправу која се завршава тиме да Фрер угуши и разбије Хјуга. Касније, у менталној болници, Фрер говори Хјуговим гласом.
У сеоској кући, Крејг дави др ван Стратена. Потом халуцинира о причама које су остали гости испричали, пре него што се пробуди у својој спаваћој соби док телефон звони. Прима позив од Елиота Фолија, који га позива у своју сеоску кућу ради консултација о реновацијама. Крејгова жена сматра да ће му викенд на селу можда помоћи да се ослободи својих ноћних мора. Крејг се затим одвезе до Фолијеве куће у Кенту, у сцени идентичној оној на почетку филма.

## Улоге

### Главна прича у сеоској кући
- Мервин Џонс као Волтер Крејг
- Роланд Калвер као Елиот Фоли
- Гуги Витерс као Џоун Кортланд
- Ентони Берд као Хју Грејнџер
- Сали Ен Хауз као Сали О’Хара
- Џуди Кели као Џојс Грејнџер
- Барбара Лик као госпођа О’Хара
- Мери Мерал као госпођа Фоли
- Фредерик Валк као др ван Стратен
- Рене Гад као госпођа Крејг

### Возач мртвачких кола
- Ентони Берд као Хју Грејнџер
- Џуди Кели као Џојс Грејнџер
- Мајлс Малесон као возач мртвачких кола / кондуктер у аутобусу
- Роберт Виндам као др Олбери

### Божићна забава
- Сали Ен Хауз као Сали О’Хара
- Барбара Лик као госпођа О’Хара
- Мајкл Алан као Џими Вотсон

### Уклето огледало
- Гуги Витерс као Џоун Кортланд
- Ралф Мајкл као Питер Кортланд
- Есме Перси као господин Радерфорд

### Прича о голферу
- Базил Радфорд као Џорџ Парат
- Нонтон Вејн као Лари Потер
- Пеги Брајан као Мери Ли
- Питер Џоунс као бармен Фред

#### Напомена
Парат и Потер представљају варијације ликова Чартерса и Калдикота, које су такође глумили Радфорд и Вејн, из филма Госпођа која нестаје Алфреда Хичкока. Овај двојац је постао толико популаран да су Радфорд и Вејн више пута били удруживани у сличним улогама енглеских џентлмена опседнутих спортом (или понекад репризирали своје оригиналне улоге) у неколико остварења, укључујући и ово.

### Трбухозборчева лутка
- Фредерик Валк као др ван Стратен
- Мајкл Редгрејв као Максвел Фрер
- Хартли Пауер као Силвестер Ки
- Алан Џејс као Морис Олкот
- Магда Кун као Мици
- Гари Марш као Хари Паркер
- Елизабет Велч као Бјула